# توماس بونيفي
توماس بونيفي (بالنرويجية البوكمول: Thomas Bonnevie)‏ هو محامي وقاضي نرويجي، ولد في 12 سبتمبر 1879 في تروندهايم في النرويج، وتوفي في 19 مايو 1960 في أوسلو في النرويج.